# Républicains modérés
Die républicains modérés (gemäßigte Republikaner), auch als républicains opportunistes (opportunistische Republikaner) oder républicains de gouvernement (Regierungsrepublikaner) bezeichnet, waren in der ersten Hälfte der Dritten Republik (1871 bis ca. 1903) in Frankreich eine politische Strömung der Republikaner, die ursprünglich als links angesehen wurde, im Laufe der Zeit aber durch die Linksverschiebung des politischen Spektrums (Sinistrisme) in die Mitte oder rechte Mitte wanderte. Auf sie gehen einige Ideen der heutigen Linken, aber auch der republikanischen und liberalen Rechten zurück.

## Geschichte
Zu Beginn der Dritten Republik waren die gemäßigten Republikaner im Parlament im Wesentlichen in zwei Richtungen gespalten: in die Fraktion der republikanischen Linken unter Jules Ferry, dem Vater der laizistischen Schule und Förderer der Kolonisation und in die Union républicaine unter dem Pragmatiker Léon Gambetta, die etwas liberaler und sozialer ausgerichtet war und den Anspruch erhob, den „Durchschnittsfranzosen“ zu vertreten. 1876 brach ein Teil der Radikaleren mit der republikanischen Regierung und bildete die Fraktion der Extrême gauche (extreme Linke) unter der Führung von Louis Blanc.
Nach dem Scheitern der Regierung Gambetta brachen die opportunistischen Republikaner mit den Radikalen, die für tiefgreifende und sofortige Veränderungen in der Gesellschaft eintraten. Außerdem konstituierte sich die Fraktion der Republikanischen Linken unter dem Namen Union démocratique erneut als Fraktion mit einer strafferen Organisation. Um der Union des droites (Union der Rechten) bei den Parlamentswahlen von 1885 die Stirn zu bieten, schlossen sich alle Gemäßigten im zweiten Wahlgang zur Union des gauches (Union der Linken) zusammen, in die auch die Fraktion des Centre gauche (linkes Zentrum) aufgenommen wurde. Dieses Bündnis der "republikanischen Verteidigung" gewann die Wahlen und die Republikaner erlangten die Mehrheit in der Kammer. Ihre Politik, die als „opportunistisch“ bezeichnet wurde, ermöglichte es, die Republik im Land zu verankern und den größten Teil des Programms der Bewegung umzusetzen. Bei den Parlamentswahlen von 1893 wandelte sich die Fraktion der Union des gauches in die Fraktion der Regierungsrepublikaner um, doch bereits 1894 spaltete sich der linke Flügel der Gambettisten im Zuge der Beschwichtigungspolitik gegenüber den Katholiken, die sich der Republik angeschlossen hatten, und der Dreyfus-Affäre ab und bildete die Union progressiste. Sie blieb aber bis 1896 eine offene Fraktion, der mehrere Radikale und Mitglieder der Regierungsrepublikaner angehörten und ging 1898 gegen die Progressiven von Jules Méline wieder in die Opposition.
Nach 1899 und dem Scheitern des Grand cercle républicain spalteten sich die républicains modérés in zwei politische Parteien. Der linke Flügel, der das Bündnis mit der Radikalsozialistischen Partei in der Regierung Waldeck-Rousseau unterstützte, bildete die Alliance républicaine démocratique (ARD). Der rechte Flügel der républicains modérés, der die Regierung Waldeck-Rousseau ablehnte, bildete die Fédération républicaine (FR). Die ARD und die FR waren die beiden großen Parteien der republikanischen Rechten in der zweiten Hälfte der Dritten Republik. Die Alliance républicaine démocratique war eine Kaderschmiede für Staatspräsidenten, Ratspräsidenten und Minister. Die Fédération républicaine nahm die Katholiken auf, die sich in der Action libérale populaire der Republik angeschlossen hatten, und erfuhr auf ihrem rechten Flügel in den 1930er Jahren eine nationalistische Ausrichtung.

## Andere Verwendung des Begriffs „modérés“ in der französischen Politik
- Der Moderatismus oder die Fraktion der Gemäßigten ist die Bezeichnung, die während der Revolution den Gegnern der bedingungslosen Anhänger des Staatsterrorismus gegeben wurde, d. h. bestimmten Montagnards, die von Camille Desmoulins in den letzten Ausgaben des Vieux Cordelier namentlich genannt wurden.[A 1]
- Eine politische Gruppe in der Zweiten Französischen Republik.[A 2]
- Die Républicains indépendants in der Vierten Französischen Republik.